# آرثر جيويل
آرثر جيويل (بالإنجليزية: Arthur Jewell)‏ (15 أبريل 1888 في تشيلي - 8 سبتمبر 1922 في المملكة المتحدة) هو لاعب كريكت بريطاني (وحمل سابقاً جنسية المملكة المتحدة لبريطانيا العظمى وأيرلندا).

## وصلات خارجية
- آرثر جيويل على موقع إي آس بي آن كريك إنفو (الإنجليزية)